# اوزو ادوبا
اوزو ادوبا (انگلیسی: Uzo Aduba) بازیگری آمریکایی است. او برای بازی در نقش سوزان «چشمان دیوانه» وارن در سریال اصلی نتفلیکس نارنجی مد جدید است (۲۰۱۳-۲۰۱۹) شهرت زیادی به دست آورد، که برای آن جایزه امی ساعات پربیننده بازیگر زن مهمان در مجموعه تلویزیونی کمدی در سال ۲۰۱۴ دریافت کرد. جایزه بهترین بازیگر نقش مکمل زن در یک سریال درام در سال ۲۰۱۵، و دو جایزه برای اجرای برجسته توسط یک بازیگر زن در یک سریال کمدی در سال‌های ۲۰۱۴ و ۲۰۱۵. او یکی از تنها دو بازیگری است که برنده جایزه امی در هر دو دسته کمدی و درام برای همان نقش است.
از آثار بازیگری او می‌‌توان به فیلم‌های: نغمه آمریکایی (۲۰۱۶)، خانم ویرجینیا (۲۰۱۹) و قهرمانان ملی (۲۰۲۱) اشاره کرد. 